# Calabruixa petita

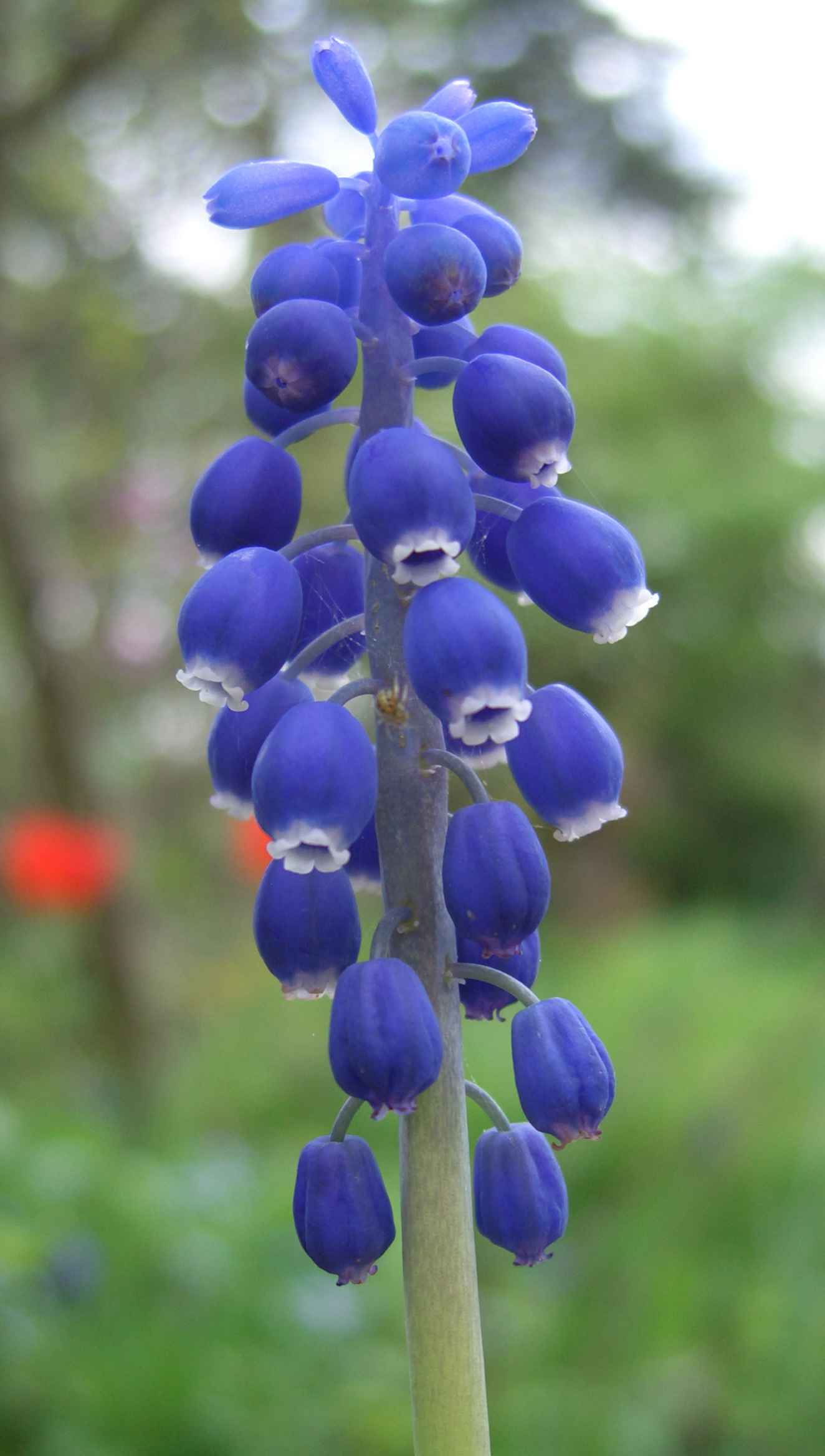
Detall d'una inflorescència

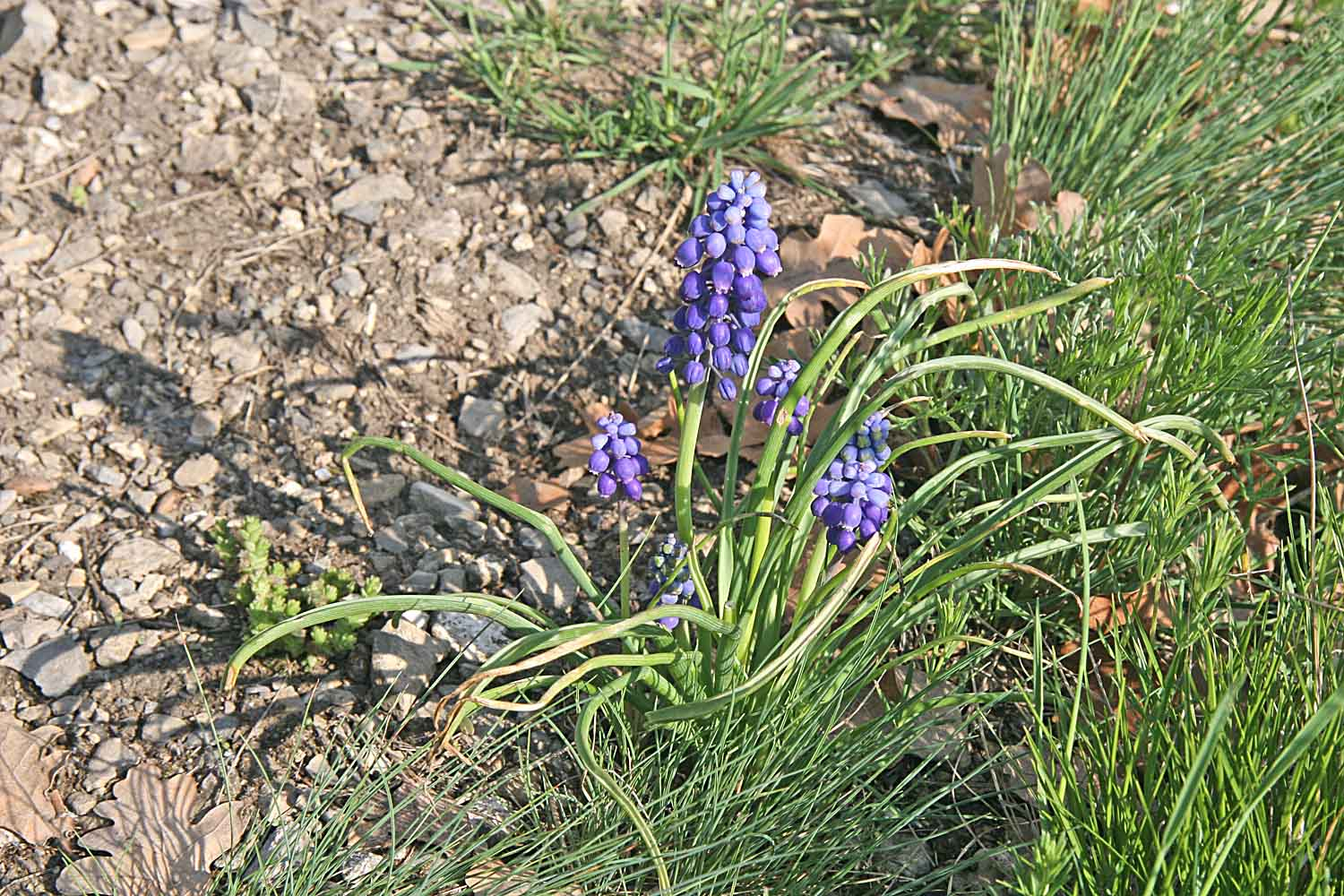
Calabruixa petita a la reserva natural de Kulivá Hora, a prop de Praga

La calabruixa petita (Muscari neglectum) és una espècie de planta amb flors del gènere Muscari dins la família de les asparagàcies (Asparagaceae). És una planta nativa d'Europa, el nord d'Àfica i l'oest d'Àsia.
Addicionalment pot rebre els noms d'all de bruixa, all de les bruixes, all de les colobres, all de serp, allassa, allassa blava, alls de bruixa, alls de serp, barralet, barralets, bruixa, calabruixa, calabruixa de quaresma, calabruixes, cap de moro, capblau, caps blaus, clau de Nostre Senyor, claus de Nostre Senyor, collblau, cúgols, frares, lliri d'ase, lliri dels sembrats, marcet, nyicris, quaresmes, quaresmetes i xolombrins. També s'han recollit les variants lingüístiques all de sarracho, calabrulla i calambruixa.

## Hàbitat
Es fa en herbeis, prats, camps, sembrats i vores de camins. També es conrea en jardineria. Al Principat, el País Valencià, Mallorca, Formentera i Eivissa és molt comuna i es troba a tot el territori fins als 1.500 o 2.000 m d'altura. A Europa prolifera al sud i a l'oest.
A Mallorca es podria confondre amb l'espècie Muscari parviflorum, força semblant, però es poden distingir amb facilitat perquè la calabruixa petita floreix a la primavera, mentre que M. parviflorum ho fa a la tardor.

## Descripció
És una planta petita de fins a 30 cm d'alçada, però molt sovint més baixa, herbàcia i amb bulb, amb un raïm molt dens que agrupa de 15 a 40 flors blaves i petites i situat a l'extrem d'una tija sense fulles que surt directament del bulb. Les flors superiors de la inflorescència, més clares i una mica més petites, són estèrils. Les fulles, que surten de la base són llargues i primes (d'entre 1,5 i 5 mm) i solen quedar esteses per terra, excepte, de vegades, alguna de curta que s'aguanta dreta.

## Taxonomia

### Sinònims
Els següents noms científics són sinònims de Muscari neglectum:
- Sinònims homotípics

- Botryanthus neglectus (Guss. ex Ten.) Kunth
- Hyacinthus neglectus (Guss. ex Ten.) E.H.L.Krause
- Muscari racemosum var. neglectum (Guss. ex Ten.) St.-Lag.
- Muscari racemosum subsp. neglectum (Guss. ex Ten.) Corb.

- Sinònims heterotípics

- Botryanthus breviscapus Tod.
- Botryanthus mandraliscae Lojac.
- Botryanthus mordoanus (Heldr.) Nyman
- Botryanthus neglectus subsp. odorus O.Bolòs & Vigo
- Botryanthus neglectus var. speciosa (Marches.) Nyman
- Botryanthus odorus Kunth
- Botryanthus racemosus (L.) Fourr.
- Botryanthus saulii Jaub. & Spach
- Botryanthus speciosus (Marches.) Nyman
- Etheiranthus jacquinii Kostel.
- Eubotrys odorata Raf.
- Hyacinthus juncifolius Lam.
- Hyacinthus racemosus L.
- Leopoldia neumayeri Heldr.
- Muscari ammophilum Sennen
- Muscari atlanticum subsp. alpinum (Fiori) Garbari
- Muscari bootanense Griff.
- Muscari botryoides var. bucharicum Regel
- Muscari breviscapum (Tod.) N.E.Br.
- Muscari bucharicum Regel
- Muscari compactum Baker
- Muscari conillii Sennen
- Muscari dolioliforme Sobko
- Muscari elwesii Baker
- Muscari flaccidum O.Schwarz
- Muscari grandifolium Baker
- Muscari grandifolium var. populeum (Braun-Blanq. & Maire) Maire
- Muscari grandifolium var. rifanum Maire
- Muscari grossheimii Schchian
- Muscari letourneuxii Boiss.
- Muscari leucostomum Woronow
- Muscari macranthum Freyn
- Muscari marianicum Pau
- Muscari mordoanum Heldr.
- Muscari neglectum f. bertramii Maire
- Muscari neglectum var. macranthum (Freyn) Eker
- Muscari neglectum subsp. odorum O.Bolòs & Vigo
- Muscari neglectum subsp. speciosum (Marches.) Garbari}}
- Muscari neumayeri (Heldr.) Boiss.
- Muscari nivale Stapf
- Muscari odoratum Montandon
- Muscari populeum Braun-Blanq. & Maire
- Muscari racemosum (L.) Medik.
- Muscari racemosum lusus albiflorum Soó ex Priszter
- Muscari racemosum var. alpinum Fiori
- Muscari racemosum lusus pallidum Priszter
- Muscari skorpili Velen.
- Muscari speciosum Marches.
- Muscari szovitsianum Rupr. ex Boiss.
- Muscari vandasii Velen.
- Muscari vinyalsii Sennen
- Scilla suaveolens Salisb.